# 池田茂 (野球)
池田 茂（いけだ　しげる、1954年4月29日 - ）は、福島県出身の元プロ野球選手（外野手）。

## 来歴・人物
郡山工業高では、1試合3本塁打を記録したこともある強打者だった。
高校卒業後は、1年浪人して法政大学へ進学するが、江川卓、金光興二、植松精一らの大物が1学年上にいて芽が出ずに中退する。
その後、社会人野球のデュプロに進むが退社。1977年オフにテストを受け合格し、ドラフト外で大洋ホエールズへ入団。
投手として入団したが、打撃センスを見込まれ外野手に転向する。しかし、一軍公式戦に出場がないまま1979年限りで現役を引退した。

## 詳細情報

### 年度別打撃成績
- 一軍公式戦出場なし

### 背番号
- 28 （1978年 - 1979年）